# Шпотинське джерело
Шпотинське джерело́ — гідрологічна  пам'ятка природи розташована на території села Шпотине, Старобільського району, на схилі балки Кипучої. Площа 0,1 га.

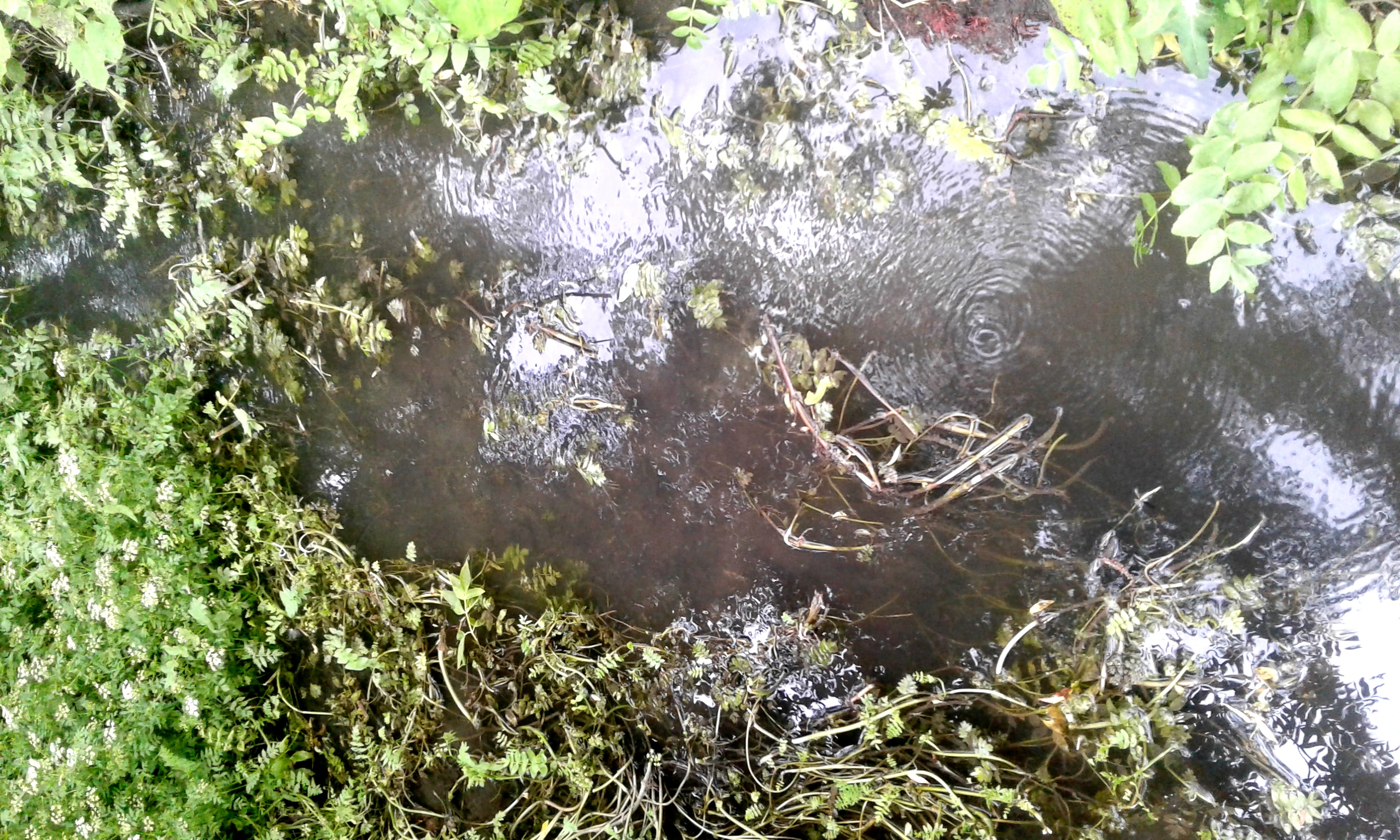
Шпотинське джерело

Джерело низхідне, не каптове. Абсолютна висота виходу 102 м. Дебіт 10 л/ сек. Водоносна порода: тріщинувата зона верхньої крейди. Неподалік є Шпотинське озеро, створене водами Шпотинських джерел, глибиною до 1 м з прозорою водою та річною рибою.
Вода питна. Живить річку Євсуг.
Гідрологічна пам'ятка природи «Шпотинське джерело» оголошена рішенням виконкому Ворошиловградської обласної ради народних депутатів № 402 від 7 грудня 1971 року.